# Eichberg (Leisnig)
Der Eichberg  ist eine Erhebung in der Stadt Leisnig im Landkreis Mittelsachsen in Sachsen, die östlich des Kernortes Leisnig und südlich der Freiberger Mulde liegt. Der 219 Meter hohe Eichberg wird südlich und westlich vom Wallbach, einem linken Zufluss der Freiberger Mulde, umflossen.

## Naturschutzgebiet
Das 17,39 ha große Naturschutzgebiet (NSG) mit der NSG-Nr. C 94 erstreckt sich im südlichen Bereich der Erhebung, südwestlich des Wallbaches und südlich des Gaudlitzbaches.